# Sympatistrejk
En sympatistrejk är en stridsåtgärd i form av strejk som vidtas för att visa stöd för arbetare eller tjänstemän i en annan arbetskonflikt, med målet att öka trycket bakom den primära konflikten. Det finns flera former av fackliga sympatiåtgärder, främst sympatiblockader. 
Exempel på sympatistrejker är Ådalshändelserna 1931 och Hölökonflikten 1991. 
Sympatistrejker är inte förbjudna i Sverige, det vill säga de omfattas inte av fredsplikten under gällande avtalsperiod, förutsatt att primärkonflikten är lovlig. I USA och Storbritannien är de förbjudna.   